# كولومبوس (جورجيا)
كولومبوس (بالإنجليزية: Columbus, Georgia)‏ هي مدينة تقع في مقاطعة موسكوجي، جورجيا بولاية جورجيا في الولايات المتحدة. تبلغ مساحة هذه المدينة 572 (كم²)، وترتفع عن سطح البحر م، بلغ عدد سكانها 198413 نسمة في عام 2010 حسب إحصاء مكتب تعداد الولايات المتحدة.

## المناخ
يظهر الجدول التالي التغييرات المناخية على مدار السنة لكولومبوس:
| البيانات المناخية لـكولومبوس        | البيانات المناخية لـكولومبوس | البيانات المناخية لـكولومبوس | البيانات المناخية لـكولومبوس | البيانات المناخية لـكولومبوس | البيانات المناخية لـكولومبوس | البيانات المناخية لـكولومبوس | البيانات المناخية لـكولومبوس | البيانات المناخية لـكولومبوس | البيانات المناخية لـكولومبوس | البيانات المناخية لـكولومبوس | البيانات المناخية لـكولومبوس | البيانات المناخية لـكولومبوس | البيانات المناخية لـكولومبوس |
| الشهر                               | يناير                        | فبراير                       | مارس                         | أبريل                        | مايو                         | يونيو                        | يوليو                        | أغسطس                        | سبتمبر                       | أكتوبر                       | نوفمبر                       | ديسمبر                       | المعدل السنوي                |
| ----------------------------------- | ---------------------------- | ---------------------------- | ---------------------------- | ---------------------------- | ---------------------------- | ---------------------------- | ---------------------------- | ---------------------------- | ---------------------------- | ---------------------------- | ---------------------------- | ---------------------------- | ---------------------------- |
| الدرجة القصوى °ف (°م)               | 84 (29)                      | 84 (29)                      | 92 (33)                      | 95 (35)                      | 100 (38)                     | 106 (41)                     | 105 (41)                     | 104 (40)                     | 106 (41)                     | 100 (38)                     | 88 (31)                      | 84 (29)                      | 106 (41)                     |
| الحد الأقصى المتوسط °ف (°م)         | 73.3 (22.9)                  | 76.4 (24.7)                  | 83.9 (28.8)                  | 87.5 (30.8)                  | 92.3 (33.5)                  | 96.9 (36.1)                  | 98.8 (37.1)                  | 98.4 (36.9)                  | 94.1 (34.5)                  | 87.9 (31.1)                  | 80.9 (27.2)                  | 75.0 (23.9)                  | 100.0 (37.8)                 |
| متوسط درجة الحرارة الكبرى °ف (°م)   | 57.5 (14.2)                  | 61.9 (16.6)                  | 69.5 (20.8)                  | 76.7 (24.8)                  | 84.0 (28.9)                  | 90.0 (32.2)                  | 92.2 (33.4)                  | 91.4 (33.0)                  | 86.4 (30.2)                  | 77.3 (25.2)                  | 68.4 (20.2)                  | 59.2 (15.1)                  | 76.3 (24.6)                  |
| متوسط درجة الحرارة الصغرى °ف (°م)   | 36.8 (2.7)                   | 40.2 (4.6)                   | 46.1 (7.8)                   | 52.5 (11.4)                  | 61.9 (16.6)                  | 69.7 (20.9)                  | 72.9 (22.7)                  | 72.4 (22.4)                  | 66.7 (19.3)                  | 55.6 (13.1)                  | 46.1 (7.8)                   | 38.9 (3.8)                   | 55.1 (12.8)                  |
| الحد الأدنى المتوسط °ف (°م)         | 19.6 (−6.9)                  | 24.2 (−4.3)                  | 29.9 (−1.2)                  | 37.3 (2.9)                   | 49.0 (9.4)                   | 60.3 (15.7)                  | 67.0 (19.4)                  | 65.7 (18.7)                  | 53.9 (12.2)                  | 39.2 (4.0)                   | 31.0 (−0.6)                  | 22.8 (−5.1)                  | 16.7 (−8.5)                  |
| أدنى درجة حرارة °ف (°م)             | −2 (−19)                     | −3 (−19)                     | 16 (−9)                      | 28 (−2)                      | 39 (4)                       | 44 (7)                       | 59 (15)                      | 57 (14)                      | 38 (3)                       | 24 (−4)                      | 10 (−12)                     | 4 (−16)                      | −3 (−19)                     |
| الهطول إنش (مم)                     | 3.85 (98)                    | 4.44 (113)                   | 5.46 (139)                   | 3.55 (90)                    | 3.19 (81)                    | 3.72 (94)                    | 4.76 (121)                   | 3.77 (96)                    | 3.06 (78)                    | 2.58 (66)                    | 4.10 (104)                   | 4.27 (108)                   | 46.75 (1٬187)                |
| متوسط أيام هطول الأمطار (≥ 0.01 in) | 10.0                         | 8.6                          | 8.9                          | 7.6                          | 7.6                          | 10.0                         | 11.7                         | 10.7                         | 7.1                          | 6.5                          | 7.8                          | 9.2                          | 105.7                        |
| المصدر: NOAA                        |                              |                              |                              |                              |                              |                              |                              |                              |                              |                              |                              |                              |                              |

## توأمة
لكولومبوس (جورجيا) اتفاقيات توأمة مع كل من:
- بيستريتسا
- زوغديدي
- كيرو

## أعلام
- نولان غولد
- جو ميريويثير
- هنري إل. بنينج
- جيمس ميلتون سميث
- كارسون ماكولرز

## وصلات خارجية
- City of Columbus
- Cities & Counties - Georgia.gov